# 平凡太郎
平 凡太郎（たいら ぼんたろう、1933年3月10日 - 2002年10月4日）は、東京市（現：東京都）中野区出身の俳優、コメディアン。
本名は平 正美。前妻は元東宝の専属女優であった持田和代（柏まゆみ）。

## 人物
東洋工業学校（現：東洋高等学校）卒。
15歳の時に九州地方で「コミック一座」を立ち上げ、全国を巡業。その後は喜劇俳優の柳家金語楼に弟子入りし、「メリケン小僧」の名でデビュー。
映画、テレビドラマ、舞台と幅広く活動。森川信、由利徹、谷村昌彦らと喜劇の一時代を築いた。
1950年、東宝の専属女優であった持田和代（柏まゆみ）と結婚（1985年、死別）。1988年、再婚。
2002年10月4日、肺炎のため死去。69歳没。
弟子は俳優・司会者の仲良太郎。

## 出演作品

### 映画
- 流れる（1956年、東宝） - 果物屋店員
- サザエさんシリーズ（東宝）
  - サザエさん（1956年） - 流しの男
  - サザエさんの新婚家庭（1959年） - メートル調べの男
  - サザエさんの脱線奥様（1959年） - バス停留所の先頭の男
- 空の大怪獣 ラドン（1956年、東宝） - 農夫
- 続御用聞き物語（1957年、東宝） - ガン
- 新妻の実力行使（1957年、新東宝） - 平大盛
- 坊ちゃんの特ダネ記者（1957年、東宝） - 飛田君（給仕）
- おトラさんシリーズ（東宝） - 平さん
  - おトラさん（1957年） - 小虎（女中）
  - おトラさんのホームラン（1958年） - 平さん
  - 花ざかりおトラさん（1958年） - 平さん
  - おトラさんのお化け騒動（1958年） - 平さん
  - おトラさんの公休日（1958年） - 平さん
  - おトラさん大繁盛（1958年） - 平さん
- 金語楼の成金王（1958年、新東宝） - 頓吉
- 坊ちゃんの野球王（1958年、新東宝） - 若葉大学野球部員
- 大笑い捕物帖（1958年、東京映画） - 新助（番頭）
- 坊ぼん罷り通る（1958年、新東宝） - マリの同級生
- 金語楼の三等兵（1959年、新東宝） - 秋山二等兵
- カックン超特急（1959年、新東宝） - 助監督
- ワンマン今昔物語（1959年、新東宝） - 重役
- 槍一筋日本晴れ（1959年、東宝） - 魚屋
- 爆笑水戸黄門漫遊記（1959年、東宝） - 喜兵衛
- 金語楼の海軍大将（1959年、新東宝） - 四安好
- 侍とお姐ちゃん（1960年、東宝） - ジョー（「ラスベガス」のボーイ」）
- 若社長と爆発娘（1960年、東宝） - 由美の学友
- 恐妻党総裁に栄光あれ（1960年、東宝） - 首相秘書官
- 弥次喜多珍道中 中仙道の巻（1960年、新東宝） - 宿場の役人
- 特急にっぽん（1961年、東宝） - 下谷
- 漫画横丁 アトミックのおぼん スリますわヨの巻（1961年、東宝） - 青田（乾分）
- 橋蔵の若様やくざ（1961年、東映京都） - 侍
- 金も命もいらないぜ（1961年、ニュー東映） - オートバイ修理員
- 続・サラリーマン弥次喜多道中（1961年、東宝） - 組合員
- 出世武士道（1961年、東映京都） - 藤沢勘兵衛
- 伴淳・森繁のおったまげ村物語（1961年、松竹大船） - 紅太郎
- 新入社員十番勝負（1961年、東宝） - 船津購買課長
- 石松社員は男でござる（1961年、東映東京） - タクシー運転手
- 権九郎旅日記（1961年、東映京都） - 安吉
- サラリーマン 権三と助十（1962年、東宝） - 大原
- 大笑い次郎長一家 三ン下二挺拳銃（1962年、新東宝） - 番太
- 歌う明星 青春がいっぱい（1962年、東映東京） - 大沢編集長
- 悪名高きろくでなし（1963年、日活） - 築地署警官
- 東海一の鬼紳士（1963年、東映東京） - テツ（利助の子分）
- 腰抜けガン・ファイター（1963年、日活） - 町田巡査
- 恋は神代の昔から（1963年、東映東京） - 池沢
- 東京オリンピック音頭 恋愛特ダネ合戦（1963年、松竹大船） - 光夫
- 花のお江戸の無責任（1964年、東宝） - 宿屋の湯番（湯治場の小男）
- 大日本チャンバラ伝（1965年、日活） - 中村カボチャ
- 大日本殺し屋伝（1965年、日活） - ONのカネ
- 狸の休日（1966年、東宝） - パトロールの巡査
- ザ・スパイダースシリーズ（日活）
  - ザ・スパイダースのゴー・ゴー・向こう見ず作戦（1967年） - 主人
  - ザ・スパイダースのバリ島珍道中（1968年） - チェリーシスターズ・男
- 関東刑務所帰り（1967年、日活） - 大砲安
- 喜劇 ニューヨーク帰りの田舎ッペ（1967年、日活） - 大森
- ぼん太の結婚屋 いろいろあらァな田舎ッペ（1968年、日活） - 小坪
- ハレンチ学園 タックルキッスの巻（1970年、ダイニチ映配） - 丸傘丸男（パラソル）
- 極楽坊主 女悦説法（1972年、日活） - 道悦
- 新色暦大奥秘話 やわ肌献上（1972年、日活） - 喜楽
- （秘）温泉穴場さがし（1973年、日活） - 大北伝造
- ユッコの贈り物 コスモスのように（1982年、現代ぷろだくしょん） - ラーメン大学店主
- 元祖パチンコ物語シリーズ（1994年、ケイエスエス） - 田川伸吉
  - 元祖パチンコ物語・温泉珍道中
  - 元祖パチンコ物語・駅前戦争

### テレビドラマ

#### NHK
- おらんだ剣法（1957年） - 仲間海助
- 学園まえ（1961年 - 1962年）
- こどもの時間 / あすをつげる鐘 一休さん 第7話（1962年）

#### NTV（日本テレビ）
- 轟先生（1955年 - 1960年） - 君太郎
- ヤシカゴールデン劇場 / 恋人（1959年）
- ヤシカ8ミリスコープ / シネクレ族（1959年）
- 私に眠りを返せ（1959年）
- 連続コメディ 天下タイヘン!（1965年 - 1966年）
- 快獣ブースカ（1967年）
  - 第27話「ブースカ対チャメゴン!」 - 芸術家
  - 第38話「海が呼んでる」 - メキシコホテル支配人
- エプロンおばさん 第2期 第23話「マゴマゴするなの巻」（1967年）
- 無用ノ介 第13話「赤い月下の無用ノ介」（1969年） - 青江
- おーい幸福! 第6話「オーイ、お見合い!」（1969年）
- 伝七捕物帳 第72話「腕白小僧の身代金」（1975年） - 金八
- 金曜劇場 / 前略おふくろ様 第1シリーズ 第5話（1975年） - 料亭の客
- 桃太郎侍 第169話「百拾番は殺しの番号」（1980年） - 権十
- 火曜サスペンス劇場 / 女が見ていた（1983年）

#### KR→TBS
- 金語楼劇場
  - おトラさん（1956年 - 1959年）
  - 運ちゃん食堂の巻（1959年）
  - サンドイッチマンの巻（1959年）
  - いのしし役者の巻（1959年）
  - 街頭写真の巻（1959年）
- ナショナル ゴールデン・アワー→ナショナル劇場
  - てんてん娘（1956年 - 1957年）
  - 水戸黄門 第1部 第23話「初春・役者騒動記」（1970年） - 歌三郎
- 金語楼のお巡りさん（1958年）
- おかあさん 第1シリーズ 第16話「ゆめ」（1958年）
- ミュージカル 女性はツイている 第15話（1959年）
- うきよ劇場（1960年）
  - 第1話「ユーモア週刊誌」
  - 第3話「誤解された日本の巻」
- プレゼント劇場 / 遥かなる国から（1960年）
- 背広の暴れん坊（1961年 - 1962年）
- てなもんや三度笠
  - 第10話「風雲亀山城」（1962年）
  - 第180話「富山の薬屋」（1965年）
  - 第200話「秋田の居酒屋」（1966年）
  - 第235話「須賀川の火祭」（1966年）
  - 第268話「月の鰍沢」（1967年）
- ナショナル日曜観劇会 / ああ大根部隊 第3シリーズ（1965年）
- スチャラカ社員
  - 第212話「会社は踊る」（1965年）
  - 第246話「小唄さわぎ」（1965年）
  - 第253話「恋に拍手を」（1966年）
  - 第263話「春だ! 陽気に」（1966年）
  - 第288話「てんやわんや」（1966年）
- 東京警備指令 ザ・ガードマン→ザ・ガードマン
  - 第29話「赤い罠」（1965年）
  - 第310話「女子学園スキャンダル殺人」（1971年）
  - 第347話「すごーい奥さんの飛行機爆破作戦」（1971年）
- 愛妻くん 第40話「ハイ! 誓います」（1967年）
- こりゃまた結構（1967年）
- ブラザー劇場 / コメットさん 第76話「小さい小さいものの魂」（1968年） - 野見
- フジ三太郎 第29話「怪談・鯉のぼりの季節」（1969年）
- 不二家の時間 / 青空にとび出せ! 第9話「ピンキーとモーレツ老人」（1969年）
- タケダアワー / 柔道一直線（1969年） - 応援団長
- キイハンター 第79話「バカをかついで珍道中」（1969年）
- ケンちゃんシリーズ
  - ジャンケンケンちゃん 第36話「ペコペコ迷い子」（1969年）
  - すし屋のケンちゃん（1971年 - 1972年） - 為吉
- 恋愛術入門 第16話「スパイス大作戦」（1971年）
- 走れ!ケー100 第49話「助けて!紋太さんの幽霊だ」（1974年）
- 夜明けの刑事
  - 第34話「港のヨーコは殺されていた?」（1975年）
  - 第58話「女一人夜の恐怖!」（1976年）
  - 第109話「初恋をタイホせよ!」（1977年）
- 噂の刑事トミーとマツ
  - 第1シリーズ 第22話「男ならトミコぬきで勝負しろ!」（1980年）
  - 第2シリーズ 第8話「漁港の決闘! 決ったトミーの鯨突き」（1982年）

#### CX（フジテレビ）
- コメディ 花ざかり八軒長屋（1959年）
- お役者文七（1960年）
  - 花の絵巻
  - ねやのおしどり 前編・後編
- つんころ大助（1960年 - 1961年）
- お昼の魔法使い（1960年）
- にっこり捕物帳（1960年 - 1961年） - 主演
- プリンス劇場 愛のシグナル / 小さな伊達男（1960年）
- 凡ちゃん捕物帳（1961年） - 主演
- 凡ちゃん先生（1961年 - 1962年） - 主演
- 珍商売往来 / ただいま昼休み（1962年）
- 勢ぞろい珍街道（1964年）
- たんぽぽ浪人（1965年）
- にっぽん道中記 第11話（1966年）
- ただいま見習い中 第32話「なせばなる」（1967年）
- 銭形平次 (大川橋蔵) 第59話「王手飛車角」（1967年）
- クレオくん（1968年） - タケオのパパ
- 清水次郎長（1971年 - 1972年）
- 新宿警察 第13話「新宿マリーの怨み節」（1975年）
- 夫婦旅日記 さらば浪人 第1話「雨あがる」（1976年）
- 新・座頭市 第3シリーズ 第17話「この子誰の子」（1979年） - 薬売り

#### NET（テレビ朝日）
- おトラさん（1959年 - 1960年）
- ぼけなすトリオ（1960年）
- 七福神大いに笑う（1960年）
- 金語楼の親父シリーズ（1960年）
- 名作菊五郎劇場 / 梨園噺色廓醒（1961年）
- バラ色夫婦 第52話「倦怠期について」（1963年）
- 特別機動捜査隊
  - 第349話「熱帯魚と女と犬」（1968年）
  - 第547話「絞首台の青春」（1972年） - 喜多川
  - 第580話「刑事はつらいよ」（1972年）
  - 第614話「死刑囚のプレゼント」（1973年） - 北川
  - 第619話「南国慕情」（1973年） - 健造
  - 第624話「恐怖のハネムーン」（1973年） - 菊地
  - 第675話「疑惑の夜」（1974年） - 浪岡
  - 第687話「オフ・リミットですよ」（1975年） - 広川
  - 第770話「歪んだ女心」（1976年） - 伊東巡査
- 素浪人 花山大吉
  - 第30話「歴史に残る妻だった」（1969年）
  - 第53話「ドカンと一発春がきた」（1970年）
- 仮面ライダーV3 第38話「子連れV3 死のスカイダイビング!」（1973年） - 安藤[5]
- 右門捕物帖 第40話「右門の愛」（1975年）
- ベルサイユのトラック姐ちゃん 第4話「ベルトラ姐ちゃん必勝法!」（1976年）
- 吉宗評判記 暴れん坊将軍
  - 第46話「天下御免のお年玉」（1979年） - 道久
  - 第93話「呆れかえった武門の意地」（1979年） - 関久太夫
  - 第115話「一攫千金 ご用心」（1980年） - 国分屋佐兵衛
- 伝七捕物帳 第18話「ほくろのある女」（1979年）
- 江戸の牙 第21話「生か死!? 暁の脱出作戦」（1980年） - 亀屋茂七
- 特捜最前線 第209話「三千万を拾った刑事!」（1981年）
- 土曜ワイド劇場 / 目撃（1981年）
- 暴れん坊将軍II 第63話「女の戦さ うわなり討ち!」（1984年） - 文吉

#### 12ch（テレビ東京）
- ハレンチ学園 第2話「家庭訪問の巻」（1970年） - 十兵衛の父
- プレイガールQ (1975年) 
  - 第21話「ミステリー桜島に消えた男」 - 西宮
  - 第29話「南国恐妻ピンク旅行」 - 中谷宅造
- 大江戸捜査網 第3シリーズ
  - 第293話「命の鍵を解く男」（1979年）
  - 第416話「父子に迫る黒い牙」（1981年） - 駒八

#### OTV（大阪テレビ）
- ありちゃんのおかっぱ侍（1957年 - 1959年）
- ソール・アチャラカ劇場（1957年）

### テレビ番組
- お笑い劇場（NHK）
- 連続科学コメディー 空飛ぶ机（1957年、NHK）
- はてな劇場（1957年 - 1961年、NHK）
- お笑い三人組（1957年、NHK）
  - 第38回「正体見たりの巻」 - 店員
  - 第55回「もう幾つ寝るとお正月の巻」 - 福引所の保員
- セールスマン水滸伝（1959年 - 1961年、CX）
- コメディー 仮面劇場（1959年、CX）
- でんでんバラエティー（1959年 - 1960年、MBS）
- 年を忘れまショー「あと一時間のごしんぼう」（1959年、CX）
- 金語楼ショー「コメディ いでゆの春」（1960年、NHK）
- デン助劇場 第1期 第16回（1960年、NET）
- 笑えば天国（1961年 - 1966年、CX）
- 第13回NHK紅白歌合戦（1962年、NHK）
- オールスター珍道中（1965年、CX）
- 009!!大あばれ、とんま天狗（1965年 - 1966年、YTV）
- 今週の爆笑王（1968年、TBS）
- まねまねバンバン 第10回（1969年7月31日、NTV）
- ミニミニ社員 第18回（1971年、ABC）
- ジャンボクイズ100対100 第8回「大奮戦、チータと総勢274名 初登場露崎パリーグアンパイア」（1974年12月2日、CX）
- 花王名人劇場（CX）
  - 年忘れ 雲の上団五郎一（1979年12月30日）
  - 底抜け法界坊大暴れ 雲の上団五郎一座より（1980年1月27日）